# Gaëlle Choisne
Gaëlle Choisne, née en 1985 à Cherbourg, est une plasticienne, sculptrice et photographe française.

## Biographie
Gaëlle Choisne obtient son diplôme national supérieur d'expression plastique de l’école Nationale supérieure des Beaux-Arts de Lyon. En janvier 2017, elle intègre l'Académie royale des beaux-arts d'Amsterdam, après avoir suivi une année de résidence à la Cité internationale des arts de Paris. Elle vit et travaille à Paris.

## Carrière artistique
Gaëlle Choisne développe des installations mêlant la sculpture et la photographie. Ses thèmes de prédilection impliquent le déplacement, l’architecture, la matière, la matière organique et les déchets. Le corps humain, bien que suggéré par ses créations, est souvent absent de son travail. L’artiste amène cependant le spectateur à se contraindre devant l’obstacle ou le piège artistique.
Son parcours est rythmé par des collaborations avec des institutions d’art contemporain telles que le Musée des Beaux Arts de Lyon, le MAMO - Centre d'art de la Cité radieuse de Marseille ou le Musée Fabre et Musée Henri Prades de Montpellier,.
En septembre 2018, Gaëlle Choisne présente sa première exposition personnelle Temple of Love au Bétonsalon - Centre d'art et de recherche. En 2019, elle est artiste résidente de l’Atelier Van Lieshout à Rotterdam. À l’automne de la même année, elle participe à la biennale de Curitiba au Brésil, ainsi qu’à la biennale de Lyon. L'artiste participe à de nombreuses résidences en France et à L’étranger, telles Art3 à Valence ou à la Villa Croce à Gênes.  
En 2020, dans le film Accumulation primitive, Gaëlle Choisne part à la rencontre de plusieurs femmes, dont l’artiste et productrice Christelle Oyiri. Ces récits sont complétés par des vidéos d’archives, des références poétiques à Haïti et des réflexions philosophiques centrées sur l’asservissement des femmes. L'artiste souhaite ainsi mettre en avant des connexions émancipatrices entre des histoires personnelles, et la grande histoire contemporaine. 
Ses installations sculpturales sont présentées lors d’expositions individuelles ou collectives en France et à l’international, tels qu’à la Centrale Gallery Powerhouse de Montréal en 2015, au Beirut Art Center pour la 13ème Biennale de Charjah en 2017, au CAFA Art Museum à Beijing en 2017, ou à la Hunter East Harlem et au Musée d’Art Moderne de la Ville de Paris en 2018. 
Dans le cadre du programme de mentorat 2023 de la fondation Reiffers Art Initiatives, l’artiste mentor Lorna Simpson a choisi Gaëlle Choisne. Cela s'est conclu par une exposition durant Paris+ par Art Basel. 
L’artiste était représentée en France par la Galerie Untilthen. En 2024 elle est représentée par la galerie francilienne Air de Paris (en). 

## Reconnaissance
Gaëlle Choisne est lauréate du Prix AWARE 2021 dans la catégorie « artiste émergente », organisé par l'association Archives of Women Artists, Research and Exhibitions, ainsi que du prix Marcel-Duchamp en 2024.

## Engagements
Gaëlle Choisne est engagée auprès de diverses institutions privées et publiques, pour lesquelles elle mène des projets alternatifs. Elle organise également des ateliers de création plastique avec des écoliers et des résidents de Port-au-Prince à Haïti. Elle initie des projets orientés vers l’utilisation de matériaux de récupération, et l’élaboration de méthodes d’urbanisme engagées.

## Expositions
Parmi une liste non exhaustive :
- « Cric Crac », Centre d'art contemporain La Halle des bouchers, du 14 février au 3 mai 2015[11]
- TEMPLE OF LOVE, BÉTONSALON - CENTRE D'ART ET DE RECHERCHE, du mercredi 5 septembre 2018 au samedi 15 décembre 2018[12]
- Défixion, Gaëlle Choisne, Site archéologique Lattara - musée Henri Prades, du 10 octobre 2020 au 1er mars 2021[13],[14]